# Amt Marne-Nordsee
La comunità amministrativa di Marne-Nordsee (Amt Marne-Nordsee) si trova nel circondario di Dithmarschen nello Schleswig-Holstein, in Germania.

## Suddivisione
Comprende 13 comuni:
1. Diekhusen-Fahrstedt (697)
2. Friedrichskoog (2 494)
3. Helse (826)
4. Kaiser-Wilhelm-Koog (361)
5. Kronprinzenkoog (854)
6. Marne, città (6 061)
7. Marnerdeich (401)
8. Neufeld (614)
9. Neufelderkoog (117)
10. Ramhusen (158)
11. Schmedeswurth (176)
12. Trennewurth (241)
13. Volsemenhusen (345)

Il capoluogo è Marne.
(Tra parentesi i dati della popolazione al 31 dicembre 2021)